# Радабанк
РАДАБАНК, Акціонерне Товариство (Акціонерний Банк «РАДАБАНК») — універсальна банківська установа. Зареєстрований в НБУ 3 грудня 1993 року під назвою «Агрос», м. Хмельницький. 4 лютого 1997 року — зареєстрований Національним банком України у зв'язку зі зміною назви на ПАТ "АБ «РАДАБАНК» та розпочав свою діяльність на фінансовому ринку Дніпропетровщини.
У 2018 році 30 грудня змінене найменування Банку. Нове найменування Банку — АКЦІОНЕРНЕ ТОВАРИСТВО "АКЦІОНЕРНИЙ БАНК «РАДАБАНК» (АТ "АБ «РАДАБАНК»).
Голова Правління — Грігель А. В.

## Історія
- 3 грудня 1993 року — зареєстрований Національним банком України «Міжгалузевий комерційний Земельний банк Агророс» з місцем розташування у м. Хмельницький.
- 4 лютого 1997 року — зареєстрований Національним банком України у зв'язку зі зміною назви на ЗАТ АБ «Радабанк» і розпочав свою діяльність на фінансовому ринку Дніпропетровщини.

- В 1998 році став членом Української асоціації «Дніпровський Банківський Союз».
- 1999 рік — Учасник Фонду гарантування вкладів фізичних осіб (свідоцтво № 110 від 21.07.2009, реєстраційний № 119 в Реєстрі банків-учасників Фонду)
- 2008 рік:
  - Збільшення Статутного фонду до 80 млн грн.
  - Член асоціації «Українські Фондові Торговці».

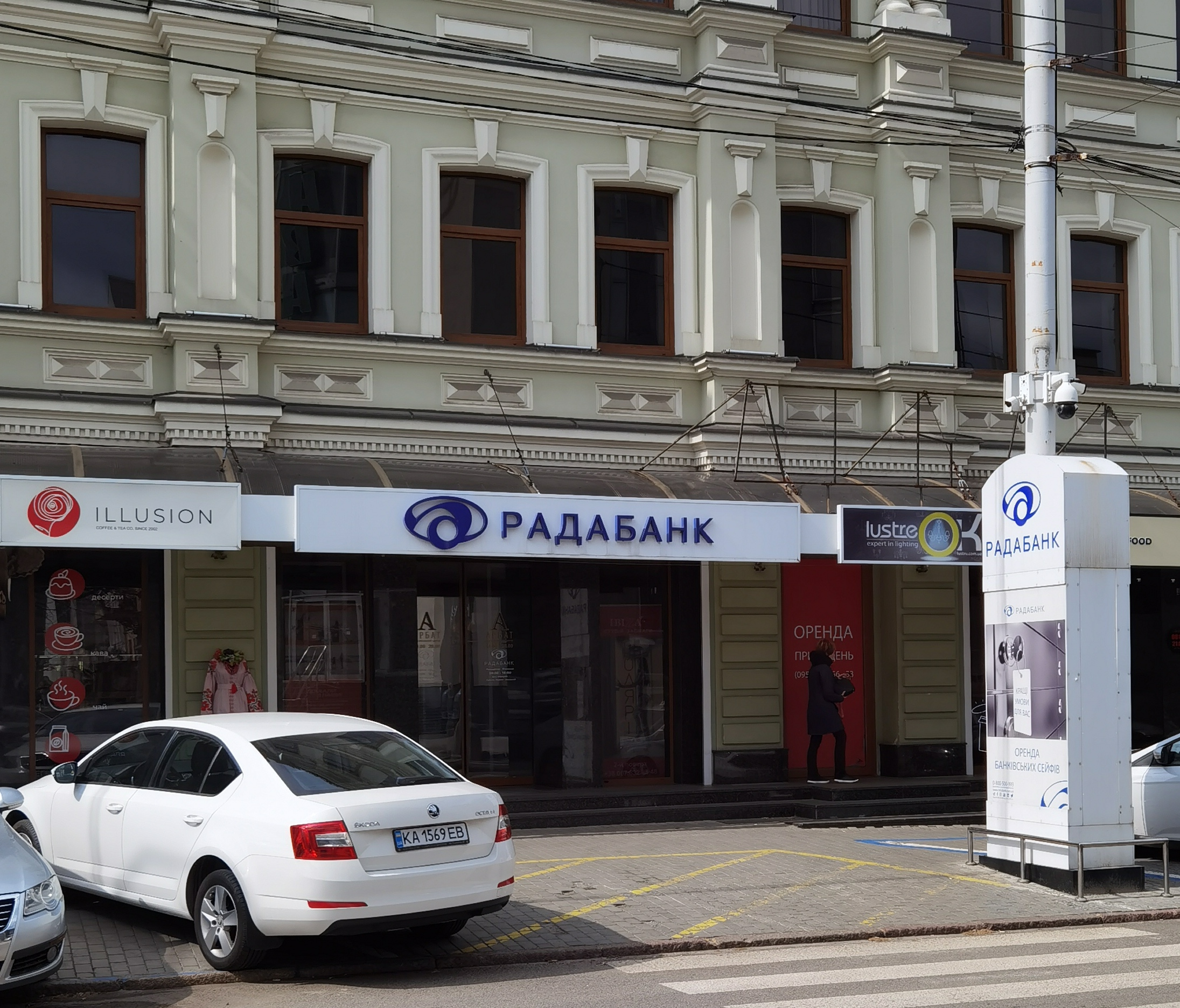
Відділення в Дніпрі

- Відділення в Дніпрі2010 рік — Приступив до здійснення грошових переказів фізичних осіб через міжнародні системи: «ANELIK» й «WESTERN UNION»
- 2011 рік:
  - Відкрито 5 відділень у м. Дніпро.
  - Збільшення Статутного фонду до 120 млн грн.
- 2012 рік:
  - Отримана ліцензія на право виконувати професійну діяльність на фондовому ринку — депозитарну діяльність зберігача цінних паперів.
  - Отриманий статус члена міжнародної системи платежів MASTERCARD. Оформлено ліцензійну угоду.
- 2013 рік — Відкриті відділення в
  - Відкрито відділення у м. Київ.
  - Відкрито відділення у м. Одеса.
- 2014 рік:
  - Відкрито відділення у м Запоріжжя.
  - Відкрито відділення у м. Дніпро.
- 2015 рік
  - Відкрито відділення у м. Новомосковськ, вул. Гетьманська, буд. 26.
  - Відкрито центр обслуговування VIP-клієнтів у м. Дніпро, вул. В. Мономаха (Московська), 5, ТЦ «Арбат».
  - Відкрито відділення у м. Львів, вул. Академіка Гнатюка В., буд. 16.
  - Відкрито відділення у м. Київ.
  - Збільшення Статутного фонду до 131 млн грн.

- 2016 рік 
  - 26 квітня — Відкрито відділення у м. Львів, вул. Пасічна, буд. 33.
- 2017 рік
  - Дострокове підвищення статутного капіталу до 200 млн грн.[2]
  - 15 серпня — Відкрито 2 відділення у м. Кривий Ріг, вул. Володимира Великого, буд. 22 та пр. Поштовий, буд. 18.
  - 21 серпня — Відкрито відділення у м. Тернопіль, майдан Волі, буд. 4.
  - 30 серпня — Відкрито відділення у м. Запоріжжя, пр. Соборний, буд. 198.
  - Відкрито відділення у м. Івано-Франківськ.
  - 2 жовтня — Відкрито відділення у м. Черкаси, вул. Хрещатик, буд. 223/1.
  - 23 жовтня — Відкрито відділення у м. Харків, пр. Науки, буд. 36.
  - 24 жовтня — Відкрито відділення у м. Хмельницький, вул. Подільська, буд. 91.
  - 25 жовтня — Відкрито відділення у м. Львів, вул. Степана Бандери, буд. 21.
- 2018 рік
  - 15 січня — Відкрито відділення у м. Запоріжжя, вул. Перемоги, буд. 74б
  - 20 липня — Відкрито відділення у м. Київ, вул. Межигірська, буд. 28.
  - 20 листопада — Відкрито відділення у м. Київ, пр. Валерія Лобановського (Червонозоряний), буд. 123.
  - 30 грудня — зміна найменування Банку. Нове найменування Банку — АКЦІОНЕРНЕ ТОВАРИСТВО "АКЦІОНЕРНИЙ БАНК «РАДАБАНК» (АТ "АБ «РАДАБАНК»)
- 2019 рік
  - 11 листопада — Відкрито відділення в м. Вінниця, вул. Архітектора Артинова, 19.

- 2020 рік
  - 25 травня — Відкрито відділення в м. Дніпро, проспект Слобожанський, 109А (клініка «Гарвіс»).
  - 5 червня — Відкрито відділення в м. Київ, вул. Маршала Тимошенка, 21 (5 корпус).
  - 17 липня — Відкрито відділення в м. Дніпро, вул. Титова, 32А (ТЦ «APPOLO»).

- 2021 рік
  - 5 березня — Відкрито відділення в м. Львів, площа Старий Ринок, 8.
  - 12 березня — Відкрито відділення в м. Харків, вул. Греківська, 1.
  - Збільшення Статутного капіталу до 301 млн грн.

- 2023 рік
  - 22 лютого — Відкрито відділення в м. Полтава, вул. Соборності, 46.
  - 30 серпня — Відкрито відділення в м. Миколаїв, проспект Центральний, 76/2.

- 2024 рік
  - 08 січня — 8 січня 2024 року АТ «АБ «РАДАБАНК» приєднався до рядів провідних українських фінансових установ, ставши членом Незалежної асоціації банків України (НАБУ).
  - 25 квітня — АТ «АБ «РАДАБАНК» включено до Переліку банків-агентів Фонду гарантування вкладів фізичних осіб.
  - 22 жовтня — Відкрито відділення в м. Одеса, вул. Святослава Караванського, 2.

## Фінансова звітність
- Річний звіт 2007
- Річний звіт 2008
- Річний звіт 2009
- Річний звіт 2010
- Річний звіт 2011
- Річний звіт 2012
- Річний звіт 2013
- Річний звіт 2014
- Річний звіт 2015
- Річний звіт 2016
- Річний звіт 2017 [Архівовано 17 липня 2020 у Wayback Machine.]
- Річний звіт 2018 [Архівовано 16 липня 2020 у Wayback Machine.]
- Річний звіт 2019 [Архівовано 16 липня 2020 у Wayback Machine.]
- Річний звіт 2020
- Річний звіт 2021
- Річний звіт 2022
- Річний звіт 2023
- Фінансова звітність за 1 квартал 2016 р.
- Фінансова звітність за 2 квартал 2016 р.
- Фінансова звітність за 3 квартал 2016 р.
- Фінансова звітність за 1 квартал 2017 р.
- Фінансова звітність за 2 квартал 2017 р.
- Фінансова звітність за 3 квартал 2017 р.
- Фінансова звітність за 1 квартал 2018 р. (27.04.2018 р.) [Архівовано 16 липня 2020 у Wayback Machine.]
- Фінансова звітність за 2 квартал 2018 р. (27.07.2018 р.) [Архівовано 17 липня 2020 у Wayback Machine.]
- Фінансова звітність за 3 квартал 2018 р. (29.10.2018 р.) [Архівовано 16 липня 2020 у Wayback Machine.]
- Фінансова звітність за 1 квартал 2019 (26.04.2019) [Архівовано 16 липня 2020 у Wayback Machine.]
- Фінансова звітність за 2 квартал 2019 (29.07.2019) [Архівовано 16 липня 2020 у Wayback Machine.]
- Фінансова звітність за 3 квартал 2019 (29.10.2019) [Архівовано 16 липня 2020 у Wayback Machine.]
- Фінансова звітність за 1 квартал 2020 (19.06.2020) [Архівовано 16 липня 2020 у Wayback Machine.]
- Фінансова звітність за 2 квартал 2020 (29.07.2020) [Архівовано 23 грудня 2021 у Wayback Machine.]
- Фінансова звітність за 3 квартал 2020 (29.10.2020) [Архівовано 23 грудня 2021 у Wayback Machine.]
- Фінансова звітність за 1 квартал 2021 (30.04.2021) [Архівовано 23 липня 2021 у Wayback Machine.]
- Фінансова звітність за 2 квартал 2021 (30.06.2021) [Архівовано 23 грудня 2021 у Wayback Machine.]
- Фінансова звітність за 3 квартал 2021 (30.09.2021) [Архівовано 23 грудня 2021 у Wayback Machine.]
- Фінансова звітність за 1 квартал 2022 р.
- Фінансова звітність за 2 квартал 2022 р.
- Фінансова звітність за 3 квартал 2022 р.
- Фінансова звітність за 1 квартал 2023 р.
- Фінансова звітність за 2 квартал 2023 р.
- Фінансова звітність за 3 квартал 2023 р.
- Фінансова звітність за 1 квартал 2024 р.
- Фінансова звітність за 2 квартал 2024 р.

## Динаміка кредитного рейтингу АТ АБ «РАДАБАНК»
| №  | Рейтингові дії НРА «Рюрік»       | Дата       | Рейтингова оцінка | Прогноз    | Висновок рейтингового агентства (рейтинговий звіт) |
| -- | -------------------------------- | ---------- | ----------------- | ---------- | -------------------------------------------------- |
| 1  | Присвоєння                       | 27.06.2013 | uaBBB             | стабільний | RADAB-КРП-001-ПР                                   |
| 2  | Підтвердження                    | 04.07.2013 | uaBBB             | стабільний | RADAB-КРП-002-ПОН                                  |
| 3  | Підтвердження                    | 10.08.2013 | uaBBB             | стабільний | RADAB-КРП-003-ОН                                   |
| 4  | Підтвердження                    | 08.11.2013 | uaBBB             | стабільний | RADAB-КРП-004-ОН                                   |
| 5  | Підтвердження                    | 28.02.2014 | uaBBB             | стабільний | RADAB-КРП-005-ОН                                   |
| 6  | Підтвердження                    | 30.04.2014 | uaBBB             | стабільний | RADAB-КРП-006-ОН                                   |
| 7  | Підтвердження                    | 31.07.2014 | uaBBB             | стабільний | RADAB-КРП-007-ОН                                   |
| 8  | Підтвердження                    | 11.11.2014 | uaBBB             | стабільний | RADAB-КРП-008-ОН                                   |
| 9  | Підтвердження                    | 27.02.2015 | uaBBB             | стабільний | RADAB-КРП-009-ОН                                   |
| 10 | Підтвердження                    | 29.05.2015 | uaBBB             | стабільний | RADAB-КРП-010-ОН                                   |
| 11 | Підтвердження зі зміною прогнозу | 07.08.2015 | uaBBB             | позитивний | RADAB-КРП-011-ОН                                   |
| 12 | Підвищення зі зміною прогнозу    | 18.12.2015 | uaBBB+            | стабільний | RADAB-КРП-012-ОН                                   |
| 13 | Підтвердження зі зміною прогнозу | 29.02.2016 | uaBBB+            | позитивний | RADAB-КРП-013-ОН                                   |
| 14 | Підтвердження                    | 05.05.2016 | uaBBB+            | позитивний | RADAB-КРП-014-ОН                                   |
| 15 | Підвищення зі зміною прогнозу    | 16.05.2016 | uaA               | стабільний | RADAB-КРП-015-ОН                                   |
| 16 | Підтвердження                    | 11.11.2016 | uaA               | стабільний | RADAB-КРП-016-ОН                                   |
| 17 | Підтвердження зі зміною прогнозу | 24.02.2017 | uaA               | позитивний | RADAB-КРП-017-ОН                                   |
| 18 | Підвищення зі зміною прогнозу    | 12.05.2017 | uaA+              | стабільний | RADAB-КРП-018-ОН                                   |
| 19 | Підтвердження                    | 08.08.2017 | uaA+              | стабільний | RADAB-КРП-019-ОН                                   |
| 20 | Підтвердження                    | 13.11.2017 | uaA+              | стабільний | RADAB-КРП-020-ОН                                   |
| 21 | Підтвердження                    | 23.02.2018 | uaA+              | стабільний | RADAB-КРП-021-ОН                                   |
| 22 | Підвищення                       | 30.05.2018 | uaAA              | стабільний | RADAB-КРП-022-ОН                                   |
| 23 | Підтвердження                    | 22.08.2018 | uaAA              | стабільний | RADAB-КРП-023-ОН                                   |
| 24 | Підтвердження                    | 16.11.2018 | uaAA              | стабільний | RADAB-КРП-024-ОН                                   |
| 25 | Підтвердження                    | 19.02.2019 | uaAA              | стабільний | RADAB-КРП-025-ОН                                   |
| 26 | Підтвердження                    | 06.05.2019 | uaAA              | стабільний | RADAB-КРП-026-ОН                                   |
| 27 | Підтвердження                    | 30.07.2019 | uaAA              | стабільний | RADAB-КРП-027-ОН                                   |
| 28 | Підтвердження                    | 31.10.2019 | uaAA              | стабільний | RADAB-КРП-028-ОН                                   |
| 29 | Підтвердження                    | 13.02.2020 | uaAA              | стабільний | RADAB-КРП-029-ОН                                   |
| 30 | Підтвердження                    | 30.04.2020 | uaAA              | стабільний | RADAB-КРП-030-ОН                                   |
| 31 | Підтвердження                    | 31.07.2020 | uaAA              | стабільний | RADAB-КРП-031-ОН                                   |
| 32 | Підтвердження                    | 30.10.2020 | uaAA              | стабільний | RADAB-КРП-032-ОН                                   |
| 33 | Підтвердження                    | 26.02.2021 | uaAA              | стабільний | RADAB-КРП-033-ОН                                   |
| 34 | Підтвердження                    | 28.05.2021 | uaAA              | стабільний | RADAB-КРП-034-ОН                                   |
| 35 | Підтвердження                    | 30.07.2021 | uaAA              | стабільний | RADAB-КРП-035-ОН                                   |
| 36 | Підтвердження                    | 12.11.2021 | uaAA              | стабільний | RADAB-КРП-036-ОН                                   |
| 37 | Підтвердження                    | 27.05.2022 | uaAA              | в розвитку | RADAB-КРП-037-ОН                                   |
| 38 | Підтвердження                    | 29.07.2022 | uaAA              | в розвитку | RADAB-КРП-038-ОН                                   |
| 39 | Підтвердження                    | 31.10.2022 | uaAA              | в розвитку | RADAB-КРП-039-ОН                                   |
| 40 | Підвищення                       | 07.03.2023 | uaAAA             | в розвитку | RADAB-КРП-040-ОН                                   |
| 41 | Підтвердження                    | 08.05.2023 | uaAAA             | в розвитку | RADAB-КРП-041-ОН                                   |
| 42 | Підтвердження                    | 16.08.2023 | uaAAA             | в розвитку | RADAB-КРП-042-ОН                                   |
| 43 | Підтвердження                    | 30.04.2024 | uaAAA             | в розвитку | RADAB-КРП-044-ОН                                   |
| 44 | Підтвердження                    | 30.10.2024 | uaAAA             | в розвитку | RADAB-КРП-045-ОН                                   |

## Динаміка рейтингу надійності депозитних вкладів АТ АБ «РАДАБАНК»
| № | Рейтингові дії НРА «Рюрік» | Дата       | Рейтингова оцінка | Висновок рейтингового агентства (рейтинговий звіт) |
| - | -------------------------- | ---------- | ----------------- | -------------------------------------------------- |
| 1 | Присвоєння                 | 12.11.2021 | r4+               | RADAB-ND-001-PR                                    |
| 2 | Підтвердження              | 27.05.2022 | r4+               | RADAB-ND-002-OH                                    |
| 3 | Підтвердження              | 29.07.2022 | r4+               | RADAB-ND-003-OH                                    |
| 4 | Підтвердження              | 31.10.2022 | r4+               | RADAB-ND-004-OH                                    |
| 5 | Підвищення                 | 07.03.2023 | r5-               | RADAB-ND-005-OH                                    |
| 6 | Визначення                 | 08.05.2023 | r5-               | RADAB-ND-006-OH                                    |
| 7 | Визначення                 | 16.08.2023 | r5-               | RADAB-ND-007-OH                                    |
| 8 | Визначення                 | 30.04.2024 | r5-               | RADAB-ND-009-OH                                    |
| 9 | Визначення                 | 30.10.2024 | r5-               | RADAB-ND-010-OH                                    |